# Calliopsis pugionis
Calliopsis pugionis là một loài Hymenoptera trong họ Andrenidae. Loài này được Cockerell mô tả khoa học năm 1925.